# Issei Takayanagi
Issei Takayanagi (japanisch 髙柳 一誠 Takayanagi Issei; * 14. September 1986 in der Präfektur Kanagawa) ist ein ehemaliger japanischer Fußballspieler.

## Karriere
Takayanagi erlernte das Fußballspielen in der Jugendmannschaft von Sanfrecce Hiroshima. Seinen ersten Vertrag unterschrieb er 2004 bei den Sanfrecce Hiroshima. Der Verein spielte in der höchsten Liga des Landes, der J1 League. Am Ende der Saison 2007 stieg der Verein in die J2 League ab. 2008 wurde er mit dem Verein Meister der J2 League und stieg wieder in die J1 League auf. Für den Verein absolvierte er 110 Ligaspiele. 2012 wechselte er zum Ligakonkurrenten Consadole Sapporo. 2013 wechselte er zum Zweitligisten Vissel Kobe. 2013 wurde er mit dem Verein Vizemeister der J2 League und stieg in die J1 League auf. Für den Verein absolvierte er acht Ligaspiele. 2014 wechselte er zum Zweitligisten Roasso Kumamoto. Für den Verein absolvierte er 77 Ligaspiele. 2017 wechselte er zum Ligakonkurrenten Renofa Yamaguchi FC. Für den Verein absolvierte er 21 Ligaspiele. Der Fünftligist Okinawa SV nahm ihn im Februar 2019 unter Vertrag. Der Verein spielte in der Kyushu Soccer League. 2019, 2020, 2021 und 2022 wurde er mit dem Klub Meister der Liga. 2022 stieg er mit dem Verein in die vierte Liga auf. Nach dem Aufstieg beendete er nach der Saison 2022 seine Karriere als Fußballspieler.

## Erfolge
Sanfrecce Hiroshima
- Japanischer Ligapokalfinalist: 2010
- Japanischer Pokalfinalist: 2007

Okinawa SV
- Kyushu Soccer League: 2019, 2020, 2021, 2022